# Техеранска конференция
Техеранската конференция на трите съюзни държави – СССР, САЩ и Великобритания проведена от 28 ноември до 1 декември 1943 година е едно от най-големите дипломатически събития по време на Втората световна война. На нея са разгледани редица важни въпроси на войната и мира. Основни три са проблемът за откриване на втори европейски фронт, въпросът за влизането на Турция във войната и проблемът за следвоенното развитие на Европа и света.
Участници в нея са:
- От Съветския съюз – Йосиф Сталин, Вячеслав Молотов и маршал Климент Ворошилов;
- От Съединените щати – Франклин Делано Рузвелт, специалният помощник на президента Х.Хопкинс, А.Хариман, Джордж Маршал – началник-щаб на армията на САЩ, главнокомандващият военноморските сили на САЩ адмирал Е.Кинг, началник-щабът на военновъздушните сили на САЩ генерал Х.Арнолд, началникът на снабдяването на армията на САЩ генерал Б.Съмървил, началник-щабът на президента адмирал У.Лии, началникът на военната мисия на САЩ в СССР генерал Д.Дийн;
- От Великобритания – Уинстън Чърчил, А.Идън, посланикът на Великобритания в СССР А.Кър, началникът на имперския генерален щаб генерал А.Бурк, фелдмаршал Д.Дил – представител на Англия в Обединения комитет на началник-щабовете на САЩ и Великобритания във Вашингтон, първият морски лорд адмирал на флота Е.Кънингъм, началник-щабът на военновъздушните сили и главен маршал на авиацията Ч.Портъл, началник-щабът на министъра на отбраната генерал Х.Исмей, началникът на военната мисия на Великобритания в СССР генерал Д.Мартъл.

Според спомените „Лабиринт“ на Валтер Шеленберг, след успеха на Операция „Дъб“, фюрерът възложил на главния диверсант на Райха Ото Скорцени провеждането на специална операция, целяща провала на насрочената Техеранска конференция на „тримата големи“ съюзници, която пропаднала, поради обективна невъзможност да бъде осъществена.
Следващите срещи във формата на върха са:
1. Ялтенска конференция;
2. Потсдамска конференция.